# Де Сильва, Тревор
Тревор де Сильва (синг. Trevor de Silva, род. 1942) — шри-ланкийский шоссейный и трековый велогонщик. Двухкратных бронзовый призёр Летних Азиатских играх трековых гонках, первых международных наград для Шри-Ланки в велоспорте.

## Карьера
Тревора началась карьеру велогонщика в школе, когда в возрасте 17 лет он выиграл национальный чемпионат и был выбран представлять Шри-Ланку. Он выиграл несколько престижных гонок и в возрасте 21 года стал первым гонщиком, выигравшим в течение двенадцати месяцев три основных местных тура — Tour de Lanka, Tour of the Hills и Tour of the Valley. В 1969 году Тревор переехал в Великобританию, где получил квалификацию дипломированного инженера, а затем магистра делового администрирования.
Тревор прошёл квалификацию для участия в Азиатские игры 1962, но не был включён в состав команды.
Начиная с 1963 года во время различных тренировок с партнёрами, среди которых был его наставник Морис Кумаравел, он проезжал около 800 км в неделю.

Чтобы выиграть гонку, мне нужно было победить гонщика, который был вторым. Чтобы выиграть медаль, я должен был побеждать самого себя
Оригинальный текст (англ.)To win a race, I only had to beat the rider who was second. To win a medal, I had to keep beating myself.
— Тревор де Сильва
В 1966 году он был автоматически включён в состав сборной для участия Летних Азиатских играх в Бангкоке. В своём первом финалов с участием ещё пяти гонщиков на скорости в районе 50 км/ч в результате столкновения Тревор был сбит, но смог продолжить гонку, заняв в итоге третье место. Это принесло Шри-Ланке первую медаль в международном велоспорте. Спустя несколько дней он завоевал ещё одну бронзовую медаль, которая стала последней для Шри-Ланки в велоспорте на последующие более чем полувека.
В 1971 году Тревор был выбран для участия в Олимпийских играх 1972 года в Мюнхене, но к началу 1972 года он потерял страсть к тяжёлым тренировкам и решил заняться тренерской деятельностью. Поэтому он был исключён из команды.
В 2008 году де Сильва и Кумаравел получили престижные национальные спортивные награды на BMICH став. В 2014 году Тревор и его жена Энн были приглашены правительством Шри-Ланки на торжественное открытие нового Национального спортивного центра, где он получил от бывшего президента Махинды Раджапаксы высшую гражданскую награду в стране — Золотую медаль.
На момент 2018 года Тревор является британским тренером по легкой атлетике 4-го уровня. Вместе со своей женой Энн управляют небольшим бизнесом по спортивным тренировкам специализирующимся на беге, велоспорте и фитнесе.